# White Nights (canción)
«White Nights» —en español: «Noches blancas»— es una canción de artista danés Oh Land grabación de su segundo álbum de estudio, Oh Land (2011), Fue lanzado el 22 de mayo de 2011, alcanzando un máximo en el número trece en la lista de singles del danés.

## Video musical
Un video musical de «White Nights» se estrenó en YouTube el 9 de agosto de 2011 a una longitud total de cuatro minutos y cinco segundos.

## Uso de los medios
Fue utilizado en 2011 de Beavis y Butt-Head del episodio de «The Rat» la respuesta de incendio habitual del dúo. También apareció en un episodio de Teen Wolf llamado «The Tell» y un episodio de Girls llamado «Welcome to Bushwick a.k.a. The Crackcident». En 2012, será utilizado en Sky Atlantic Adam Buxton's BUG «White Nights»  fue utilizado en el anuncio de televisión Littlewoods en la temporada de otoño.

## Lista de canciones
- Digital EP[1]

1. "White Nights" – 3:46
2. "White Nights" (Twin Shadow Remix) – 4:08
3. "White Nights" (Max Tundra Remix) – 3:22
4. "White Nights" (Kasper Bjørke Reanimation Short Mix) – 4:26

## Posicionamiento en listas
| Listas (2012)           | Mejor posición |
| ----------------------- | -------------- |
| Dinamarca (Tracklisten) | 13             |